# 마이클 프리드먼
마이클 하틀리 프리드먼(영어: Michael Hartley Freedman IPA: [ˈmaɪkəl ˈhɑː(ɹ)tliː ˈfriːdmən], 1951년 4월 21일 -)은 마이크로소프트 연구소에서 연구활동을 하고 있는 수학자이다. 1986년 20세기 수학계에서 가장 유명한 문제 중 하나인 푸앵카레 추측에 대한 연구로 필즈상을 수상했다.

## 생애
그는 로스앤젤레스에서 태어났으며 캘리포니아 대학교 버클리를 중퇴한 후 1968년 프린스턴 대학교에 들어가 1973년에 박사학위를 수여받았고, 졸업 후 1975년까지 UC 버클리 수학과의 강사로 재직했다. 1975년 프린스턴 고등연구소의 일원이 되었으며, 1976년엔 캘리포니아 대학교 샌디에이고 수학과 부교수가 된다. 1980년과 1981년을 프린스턴 고등연구소에서 보내고, UC 샌디에이고로 돌아가 1982년에는 정교수로 승진한다. 1985년에는 UC 샌디에이고 수학과 학장을 지낸다.
수많은 수상경력이 있다.

## 같이 보기
- 별난 4차원 유클리드 다양체

## 참고 문헌
- O’Connor, John J.; Robertson, Edmund F. (2009년 9월). “마이클 프리드먼”. 《MacTutor History of Mathematics Archive》 (영어). 세인트앤드루스 대학교.
- “마이클 프리드먼”. 《수학 계보 프로젝트》 (영어). 미국 수학회.